# Хатош, Габор
Габор Хатош (венг. Hatos Gábor, р.3 октября 1983) — венгерский борец вольного стиля, призёр чемпионатов мира, Европы и Олимпийских игр.

## Биография
Родился в 1983 году в Эгере. В 2004 году принял участие в Олимпийских играх в Афинах, но занял там лишь 15-е место. В 2006 году стал бронзовым призёром чемпионата Европы. В 2010 году стал бронзовым призёром чемпионата мира. В 2011 году стал бронзовым призёром чемпионата Европы. В 2012 году вновь стал бронзовым призёром чемпионата Европы, а также завоевал бронзовую медаль на Олимпийских играх в Лондоне. В 2013 году стал серебряным призёром чемпионата Европы.